# Unione Sportiva Catanzaro 1991-1992
Questa pagina raccoglie le informazioni riguardanti l'Unione Sportiva Catanzaro nelle competizioni ufficiali della stagione 1991-1992.

## Rosa
| N. |                   | Ruolo | Calciatore            |
| -- | ----------------- | ----- | --------------------- |
|    | Italia (bandiera) | C     | Fernando Bianchini    |
|    | Italia (bandiera) | D     | Umberto Brutto        |
|    | Italia (bandiera) | A     | Enrico Capuozzo       |
|    | Italia (bandiera) | D     | Luigi Ciarlantini     |
|    | Italia (bandiera) | C     | Alfredo Costantino    |
|    | Italia (bandiera) |       | G. Costantino         |
|    | Italia (bandiera) | C     | Gianni Cristiani      |
|    | Italia (bandiera) | P     | Paolo De Toffol       |
|    | Italia (bandiera) | C     | Pasquale De Vincenzo  |
|    | Italia (bandiera) | C     | Massimiliano Esposito |
|    | Italia (bandiera) | A     | Massimiliano Iannetti |
|    | Italia (bandiera) | C     | Carmine Leone         |
|    | Italia (bandiera) |       | Mancini               |
|    | Italia (bandiera) | P     | Massimiliano Marino   |

| N. |                   | Ruolo | Calciatore         |
| -- | ----------------- | ----- | ------------------ |
|    | Italia (bandiera) | D     | Antonio Martino    |
|    | Italia (bandiera) | C     | Santo Minisi       |
|    | Italia (bandiera) | A     | Paolo Mollica      |
|    | Italia (bandiera) | P     | Antonino Nosdeo    |
|    | Italia (bandiera) | C     | Luciano Orati      |
|    | Italia (bandiera) | A     | Francesco Procopio |
|    | Italia (bandiera) | C     | Maurizio Raise     |
|    | Italia (bandiera) | C     | Francesco Rispoli  |
|    | Italia (bandiera) | D     | Massimo Savio      |
|    | Italia (bandiera) |       | Scaletta           |
|    | Italia (bandiera) | D     | Salvatore Scarfone |
|    | Italia (bandiera) | D     | Daniele Tacconi    |
|    | Italia (bandiera) | C     | Domenico Toscano   |
|    | Italia (bandiera) | A     | Luca Vinci         |

## Risultati

### Campionato

#### Girone di andata
| 8 settembre 1991 1ª giornata | Molfetta | 1 – 1 | Catanzaro |  |

| 15 settembre 1991 2ª giornata | Catanzaro | 4 – 1 | Latina |  |

| 22 settembre 1991 3ª giornata | Bisceglie | 0 – 0 | Catanzaro |  |

| 29 settembre 1991 4ª giornata | Catanzaro | 1 – 0 | Turris |  |

| 6 ottobre 1991 5ª giornata | Savoia | 0 – 0 | Catanzaro |  |

| 13 ottobre 1991 6ª giornata | Catanzaro | 1 – 1 | Campania |  |

| 20 ottobre 1991 7ª giornata | Potenza | 0 – 0 | Catanzaro |  |

| 27 ottobre 1991 8ª giornata | Catanzaro | 1 – 1 | Vigor Lamezia |  |

| 10 novembre 1991 9ª giornata | Lodigiani | 1 – 0 | Catanzaro |  |

| 17 novembre 1991 10ª giornata | Formia | 1 – 0 | Catanzaro |  |

| 24 novembre 1991 11ª giornata | Catanzaro | 1 – 1 | Atletico Leonzio |  |

| 1º dicembre 1991 12ª giornata | Sangiuseppese | 0 – 0 | Catanzaro |  |

| 8 dicembre 1991 13ª giornata | Catanzaro | 2 – 1 | Matera |  |

| 15 dicembre 1991 14ª giornata | Catanzaro | 0 – 0 | Battipagliese |  |

| 22 dicembre 1991 15ª giornata | Cerveteri | 0 – 0 | Catanzaro |  |

| 5 gennaio 1992 16ª giornata | Catanzaro | 1 – 0 | Altamura |  |

| 12 gennaio 1992 17ª giornata | Trani | 2 – 0 | Catanzaro |  |

| 19 gennaio 1992 18ª giornata | Catanzaro | 1 – 1 | Astrea |  |

| 26 gennaio 1992 19ª giornata | Juventus Stabia | 0 – 1 | Catanzaro |  |

#### Girone di ritorno
| 9 febbraio 1992 20ª giornata | Catanzaro | 1 – 1 | Molfetta |  |

| 16 febbraio 1992 21ª giornata | Latina | 1 – 0 | Catanzaro |  |

| 23 febbraio 1992 22ª giornata | Catanzaro | 3 – 0 | Bisceglie |  |

| 1º marzo 1992 23ª giornata | Turris | 1 – 0 | Catanzaro |  |

| 8 marzo 1992 24ª giornata | Catanzaro | 2 – 0 | Savoia |  |

| 15 marzo 1992 25ª giornata | Campania | 1 – 1 | Catanzaro |  |

| 22 marzo 1992 26ª giornata | Catanzaro | 2 – 0 | Potenza |  |

| 29 marzo 1992 27ª giornata | Vigor Lamezia | 0 – 0 | Catanzaro |  |

| 5 aprile 1992 28ª giornata | Catanzaro | 2 – 1 | Lodigiani |  |

| 12 aprile 1992 29ª giornata | Catanzaro | 2 – 0 | Formia |  |

| 26 aprile 1992 30ª giornata | Atletico Leonzio | 1 – 1 | Catanzaro |  |

| 3 maggio 1992 31ª giornata | Catanzaro | 2 – 1 | Sangiuseppese |  |

| 10 maggio 1992 32ª giornata | Matera | 1 – 1 | Catanzaro |  |

| 17 maggio 1992 33ª giornata | Battipagliese | 0 – 0 | Catanzaro |  |

| 24 maggio 1992 34ª giornata | Catanzaro | 1 – 0 | Cerveteri |  |

| 31 maggio 1992 35ª giornata | Altamura | 2 – 1 | Catanzaro |  |

| 7 giugno 1992 36ª giornata | Catanzaro | 1 – 1 | Trani |  |

| 14 giugno 1992 37ª giornata | Astrea | 0 – 0 | Catanzaro |  |

| 21 giugno 1992 38ª giornata | Catanzaro | 1 – 1 | Juventus Stabia |  |